# Santa Rita (Sámar)
Santa Rita es un municipio filipino de tercera clase, perteneciente a la provincia de Sámar, en las Bisayas Orientales.

## Historia
El pueblo formó parte de Basey hasta 1864. Por esas fechas, cuando ya pertenecía a la provincia de Sámar, tenía contabilizada una población de 2765 habitantes. Aparece descrito en el Estado geográfico, topográfico, estadístico, histórico-religioso, de la santa y apostólica provincia de S. Gregorio Magno (1865) de Félix de Huerta con las siguientes palabras:

SANTA RITA. La fundacion de este pueblo se debe á los RR. PP. agustinos, hallándose como visita del de Basey cuando recibimos de dichos RR. PP. su administracion el año de 1804. Por decreto del Superior Gobierno de 2 de Enero de 1864 fué separado de Basey, formando parroquia con la visita de Catongaan. Está situado á los 11° 23' 45" latitud, en una isleta sobre la embocadura NO. del estrecho de San Juanico, que separa la isla de Sámar de la de Leite, perteneciendo dicha isleta á la provincia de Sámar. Confina por N. con el pueblo de Villareal, sitaudo en el continente de Sámar, como cinco leguas de distancia; por SE. con el de Basey, situado en la misma isla que el anterior y á la misma distancia; y por S. y O. con  la isla de Leite y pueblo de Malobago, distante media legua. El clima es templado y saludable, con buena ventilacion. Se surten de agua de pozo, de ineferior calidad. El correo se recibe de la cabecera Catbalogan cuando se proporciona. La Iglesia, con la advocacion de Santa Rita de Cásia, de quien toma el nombre, es un camarin de nipa muy deteriorado, lo mismo que la casa tribunal. En el continente de Sámar hay algunos barrios pertenecientes á este pueblo, que mas bien pueden llamarse guarida de malhechores, porque tanto el pueblo como todo su término es el refugio de todos los malvados de las provincias de Sámar y Leite. Por escasez de religiosos se halla administrado por el R. P. Cura del pueblo de Basey. El término de este pueblo, además de la isleta donde se halla situado, se estiende bastante en el continente de Sámar. Comprende varios montes con buenas maderas, mucha cera y caza mayor y menor. El terreno cultivado produce arroz, abacá, cocos y palauán. Sus naturales se dedican á la agricultura, beneficio del abacá y aceite de coco y á la pesca, cuyos productos conducen al mercado de la cabecera y provincia de Leite, pero todo en corta escala y solo cuando la necesidad les obliga.
(Huerta, 1865, pp. 337-338)

En 2020, tenía censados 42 384 habitantes.